# Erna Sóley Gunnarsdóttir
Erna Sóley Gunnarsdóttir, född 22 mars 2000 i Mosfellsbær, är en isländsk friidrottare som tävlar i kulstötning. Hon innehar det isländska rekordet både utomhus och inomhus i kulstötning.

## Karriär
I juli 2017 fick Gunnarsdóttir sin första internationella erfarenhet då hon tävlade vid junior-EM i Grosseto och stötte 13,22 meter. Ett år senare vid junior-VM i Tammerfors stötte Gunnarsdóttir 14,32 meter. I juli 2019 tog hon brons vid junior-EM i Borås efter en stöt på 15,65 meter. Under året började Gunnarsdóttir även studera på Rice University i USA och tävla för universitetets idrottsförening Rice Owls.
I juli 2021 slutade Gunnarsdóttir på nionde plats vid U23-EM i Tallinn med en stöt på 15,75 meter. I augusti 2022 stötte hon 16,41 meter vid EM i München men gick inte vidare från kvalet. I februari 2023 förbättrade Gunnarsdóttir sitt eget isländska inomhusrekord två gånger; först till 17,70 meter och sedan till 17,92 meter. I augusti 2023 tävlade hon vid VM i Budapest men gick inte vidare från kvalet och slutade på 27:e plats.

## Tävlingar

### Internationella
| År                  | Tävling                        | Plats               | Placering           | Gren                | Distans             |
| Tävlande för Island | Tävlande för Island            | Tävlande för Island | Tävlande för Island | Tävlande för Island | Tävlande för Island |
| ------------------- | ------------------------------ | ------------------- | ------------------- | ------------------- | ------------------- |
| 2017                | Junioreuropamästerskapen       | Grosseto            | 25:e (kval)         | Kulstötning         | 13,22 m             |
| 2018                | Juniorvärldsmästerskapen       | Tammerfors          | 14:e (kval)         | Kulstötning         | 14,32 m             |
| 2019                | Junioreuropamästerskapen       | Borås               | 3:e                 | Kulstötning         | 15,65 m             |
| 2021                | U23-europamästerskapen         | Tallinn             | 9:e                 | Kulstötning         | 15,75 m             |
| 2022                | Europamästerskapen             | München             | 22:a (kval)         | Kulstötning         | 16,41 m             |
| 2023                | Världsmästerskapen             | Budapest            | 27:e (kval)         | Kulstötning         | 16,68 m             |
| 2024                | Inomhusvärldsmästerskapen      | Glasgow             | 14:e                | Kulstötning         | 17,07 m             |
| 2024                | Europamästerskapen             | Rom                 | 19:e (kval)         | Kulstötning         | 16,26 m             |
| 2024                | Olympiska sommarspelen         | Paris               | 20:e (kval)         | Kulstötning         | 17,39 m             |
| 2025                | Europeiska inomhusmästerskapen | Apeldoorn           | 16:e (kval)         | Kulstötning         | 16,74 m             |

### Nationella
| - Isländska friidrottsmästerskapen (utomhus): - 2017: Silver – Kulstötning (13,45 meter, Selfoss) - 2018: Silver – Kulstötning (14,44 meter, Sauðárkrókur) - 2019: Guld – Kulstötning (15,68 meter, Reykjavík) - 2020: Guld – Kulstötning (15,40 meter, Akureyri) - 2021: Guld – Kulstötning (16,00 meter, Akureyri) - 2022: Guld – Kulstötning (16,54 meter, Hafnarfjörður) - 2023: Guld – Kulstötning (16,83 meter, Reykjavík) - 2024: Guld – Kulstötning (17,91 meter, Akureyri) | - Isländska friidrottsmästerskapen (inomhus): - 2017: Guld – Kulstötning (13,69 meter, Reykjavík) - 2024: Guld – Kulstötning (16,85 meter, Reykjavík) - 2025: Guld – Kulstötning (17,41 meter, Reykjavík) |

## Personliga rekord
- Kulstötning – 17,92 m (Birmingham, 19 februari 2023) 0NR0[10]